# Krypta v Colònii Güell
Krypta v Colònii Güell (katalánsky Cripta de la Colònia Güell, španělsky Cripta de la Colonia Güell) je nedokončený fragment kostela v dělnické kolonii Güell v Santa Coloma de Cervelló jižně od Barcelony. V roce 2005 byla stavba zařazena do souboru Gaudího staveb zařazených do Světového dědictví UNESCO.

## Historie

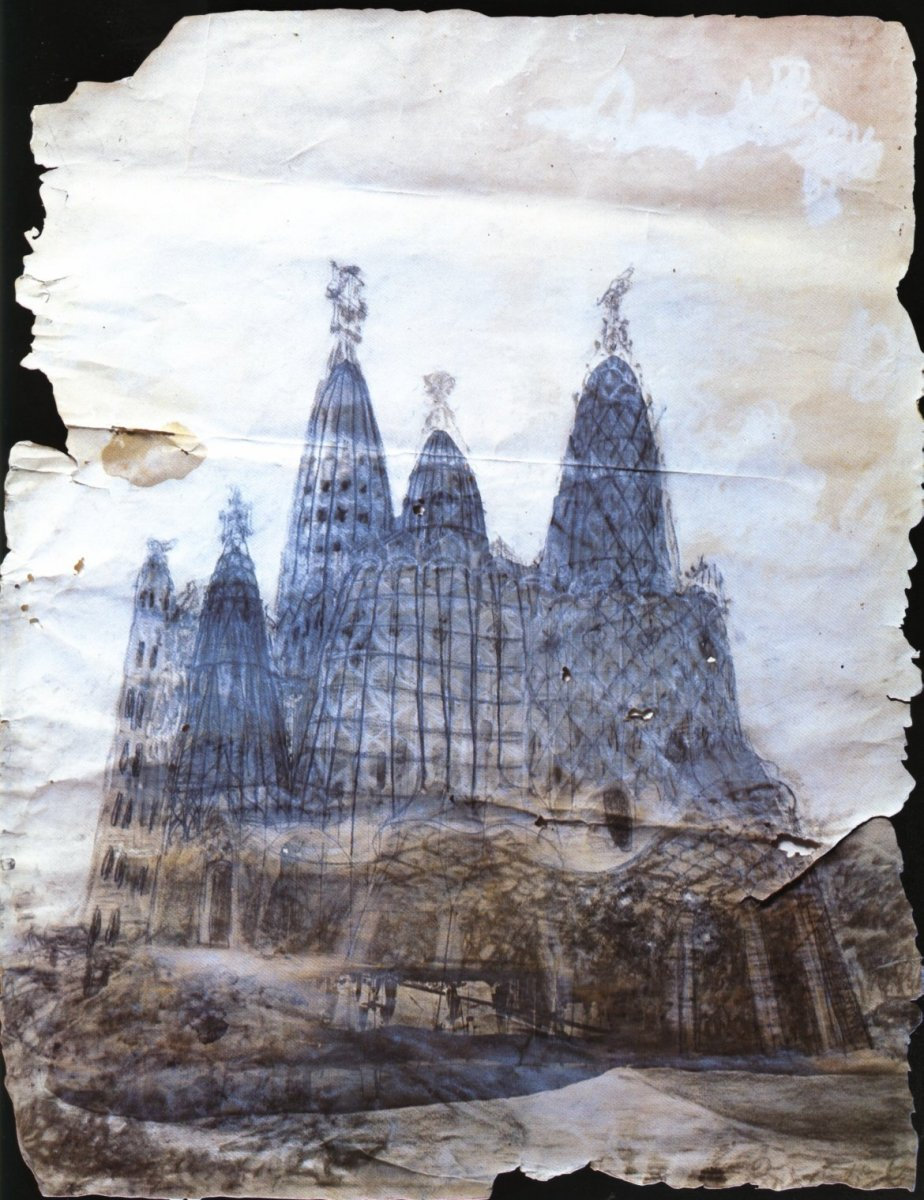
Gaudího skica plánovaného kostela v Colonii Güell

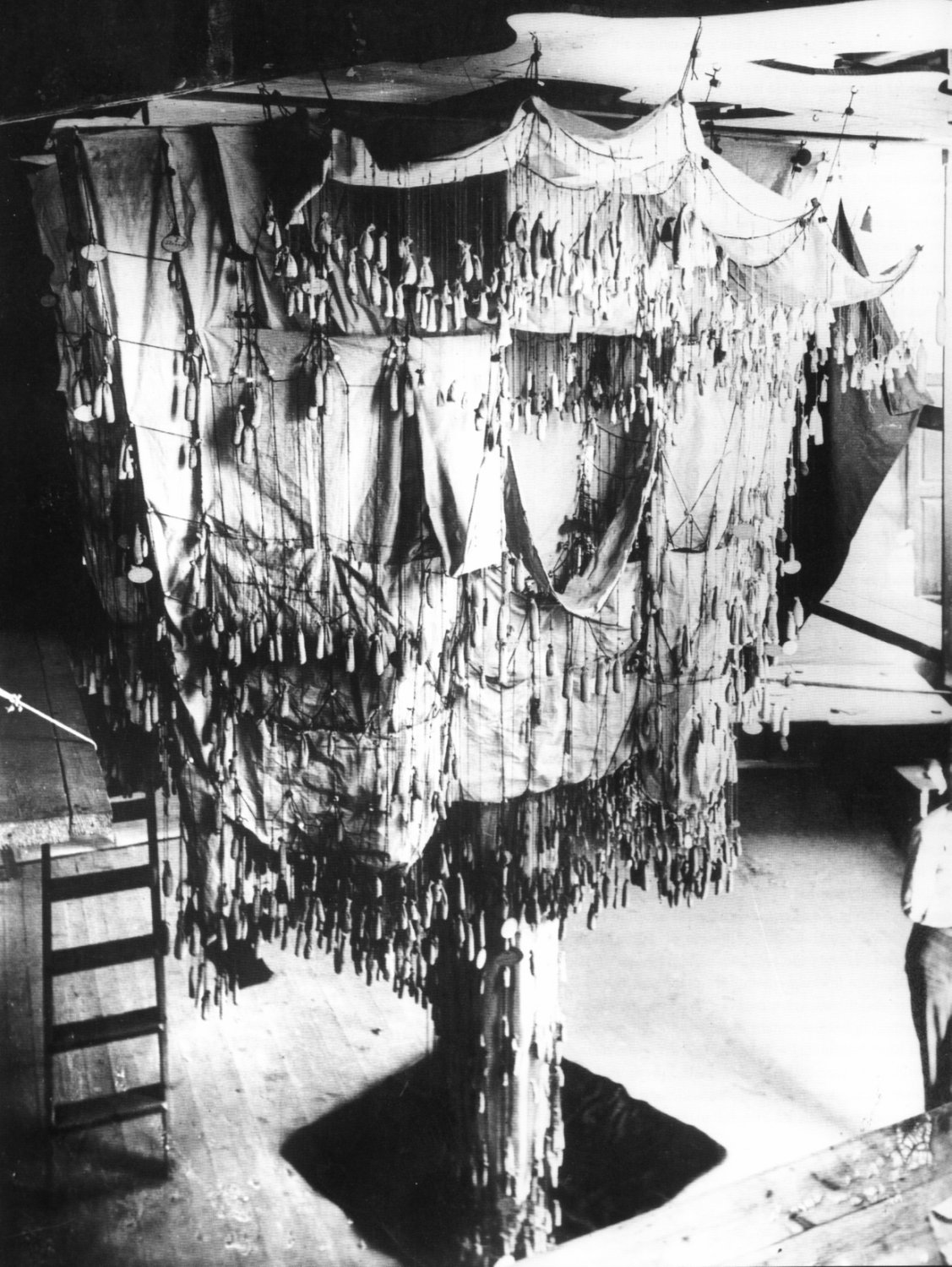
Zavěšená provázková konstrukce, pomocí které Gaudí vytvořil formu kostela.

### Textilní továrna
Gaudího přítel a mecenáš Eusebi Güell postavil v roce 1890 v Santa Coloma de Cervelló textilní továrnu. Po smrti zakladatele rodina provozovala továrnu dále. V období druhé španělské republiky v roce 1936 byla továrna znárodněna, později rodině vrácena. V roce 1945 prodala rodina Güell továrnu rodině Bertrand Serra. Textilní výroba sametu a manšestru zde byla ukončena v roce 1973.

### Kolonie
Současně postavil Güell v její blízkosti i dělnickou kolonii zvanou Colònia Güell. Tím chtěl předejít tehdy častým sociálním nepokojům. Projekt kolonie má rozlohu asi 6 hektarů a sestává z patrových domků se zahradami, dále jsou zde penzion, škola, obchody, nemocnice i divadlo. Gaudí se věnoval celkové koncepci a projektu kostela. Další stavby kolonie projektovali jeho asistenti, architekti Francisco Berenguer, Juan Rubio a José Canaleta.

### Kostel
Dochovaly se skici a fotografie provázkové konstrukce, pomocí které Gaudí vytvořil základní podobu stavby. Tento model sloužil rovněž k vyřešení statiky stavby. Z té byla realizována pouze krypta, protože po smrti Eusebi Güella v roce 1918 jeho potomci další práce na stavbě kostela zastavili.

## Popis
Z plánovaného kostela byla postavena pouze krypta. Projekt má několik charakteristických Gaudíovských prvků: parabolické věže projektovaného kostela odkazují k věžím chrámu Sagrada Família i k nerealizovanému projektu hotelu v New Yorku. Rozvlněná linie půdorysu je obdobou teras Güellova parku. Nepravidelné šikmé sloupy, ze kterých vycházejí zalomená klenební žebra, se opět opakují na konstrukci Güellova parku, který vznikal ve stejných letech.
Vnitřní prostor krypty je sklenut cihlovou klenbou, sloupy se často rozvětvují a vybíhá z nich síť cihlových žeber. Okna krypty mají tvary převzaté z přírody.

## Galerie

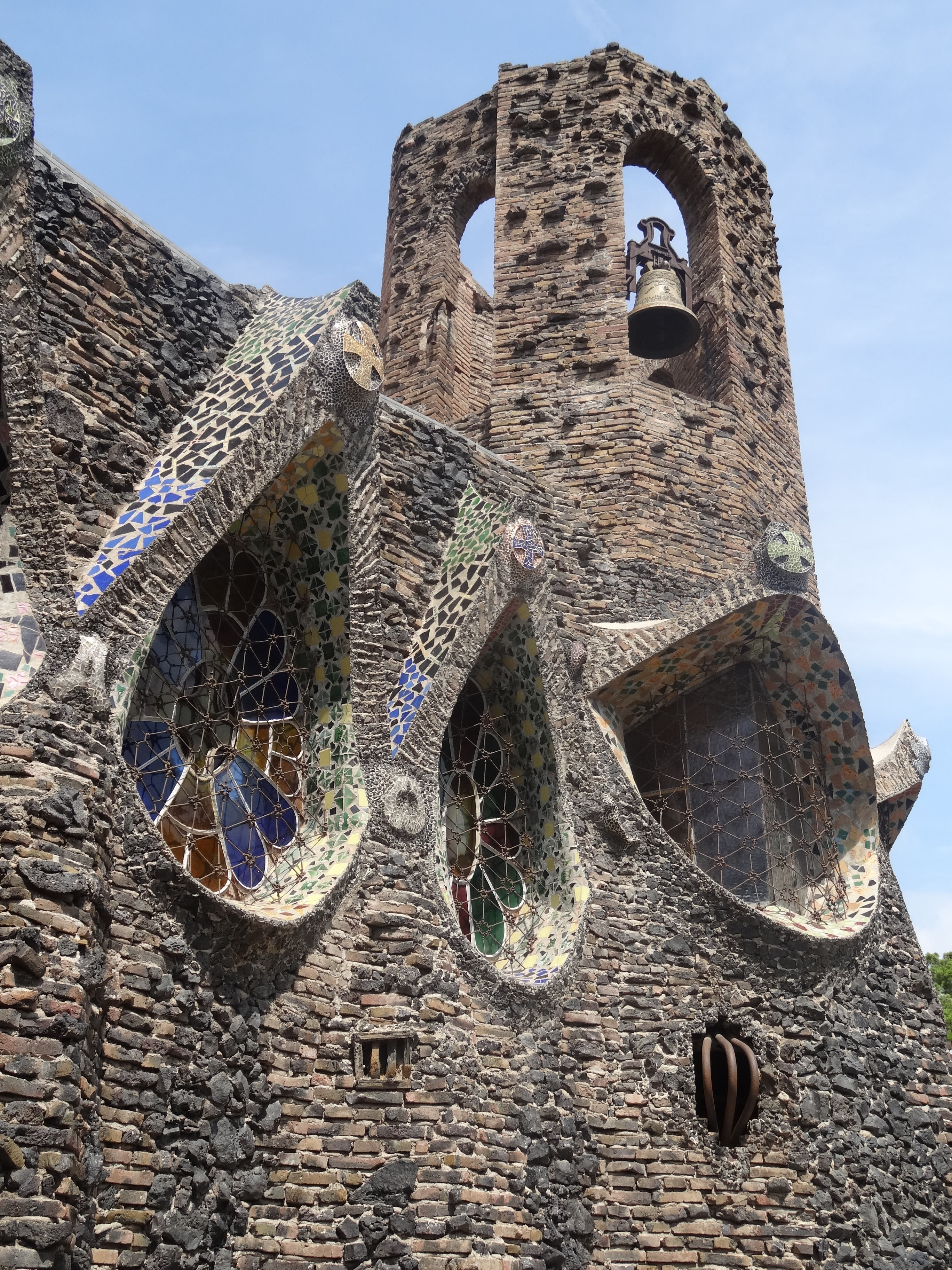
Zvonice a okna zvenčí.
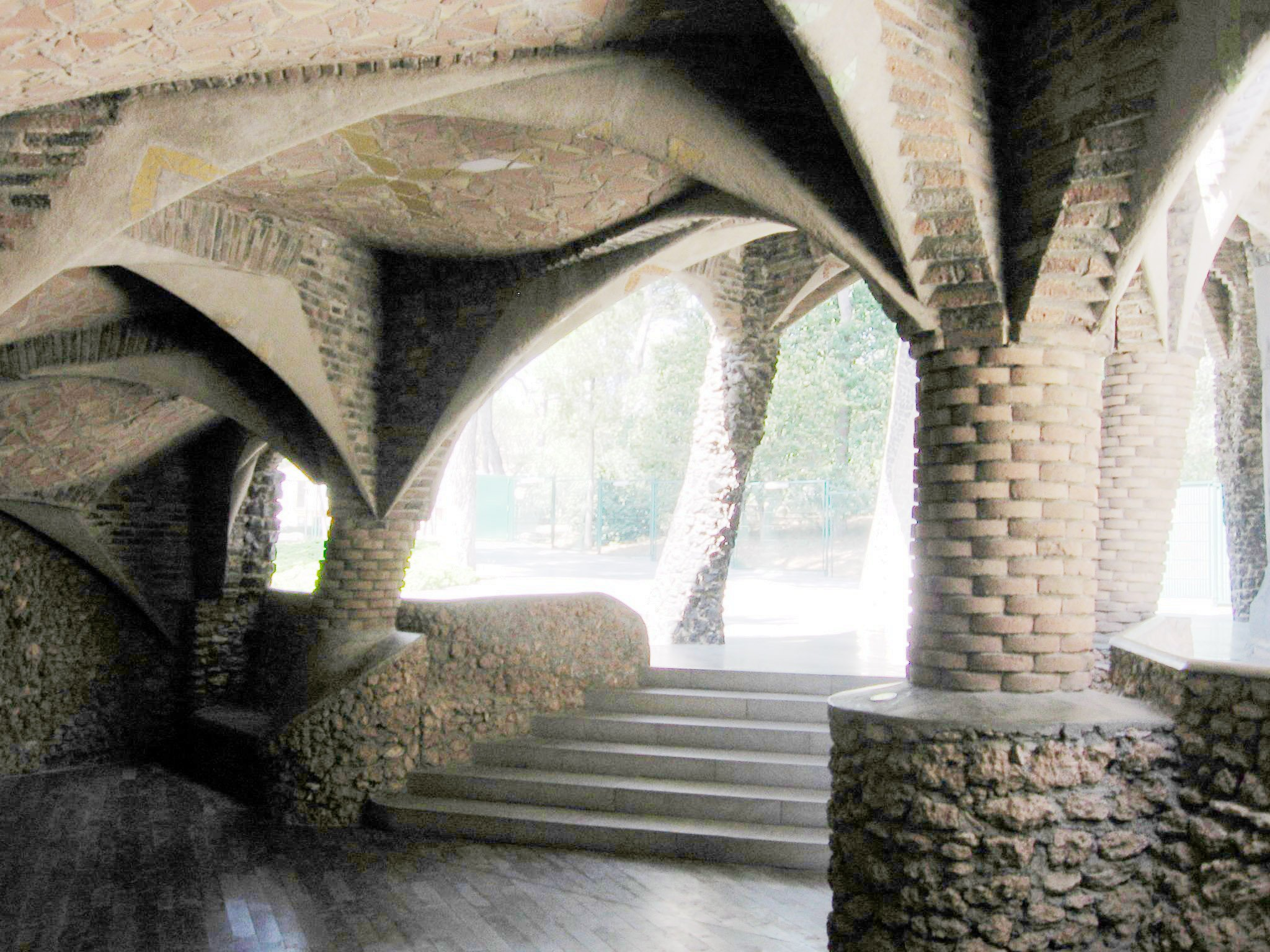
Sloupová síň před vstupem.
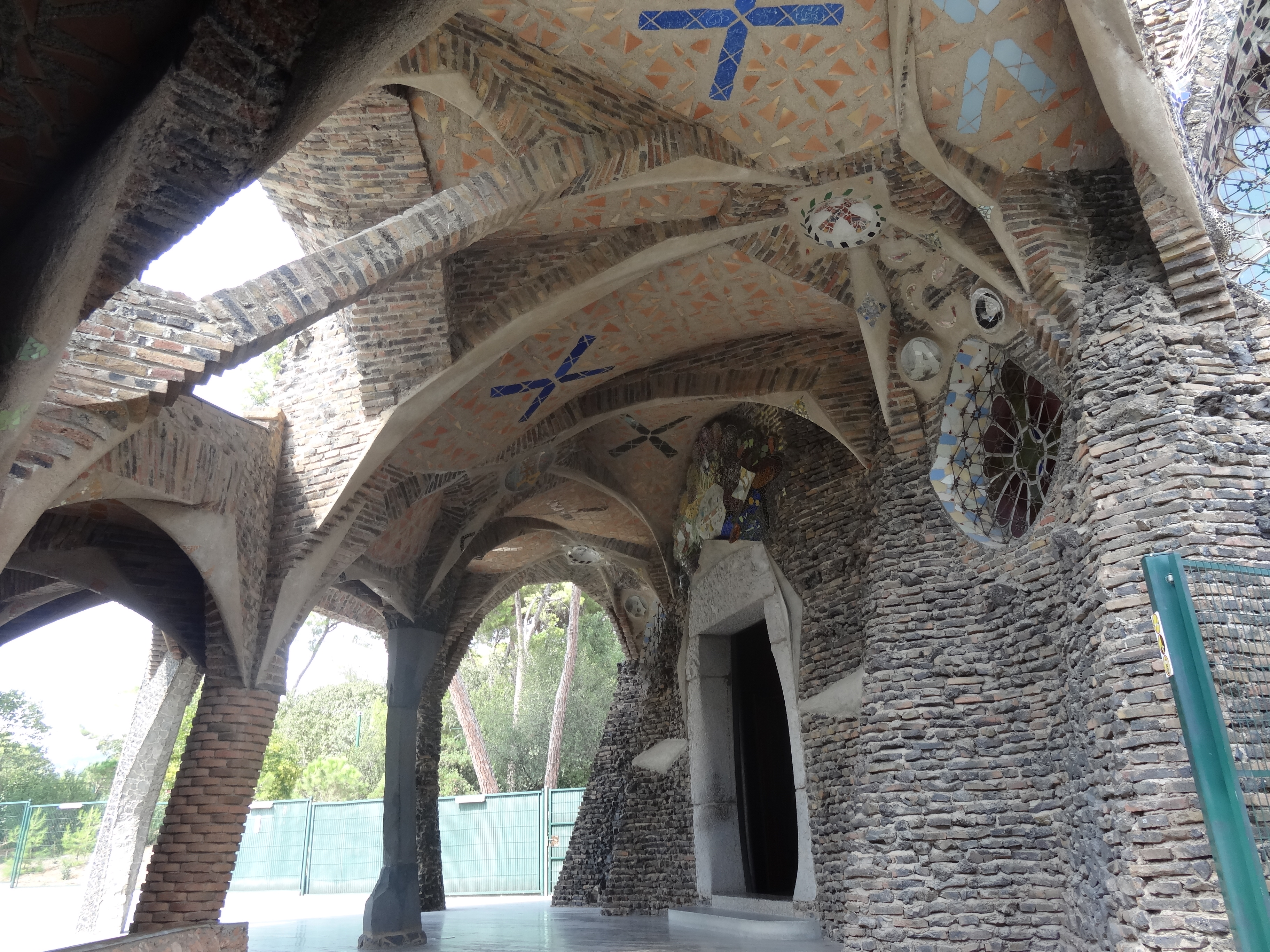
Sloupová síň před vstupem.
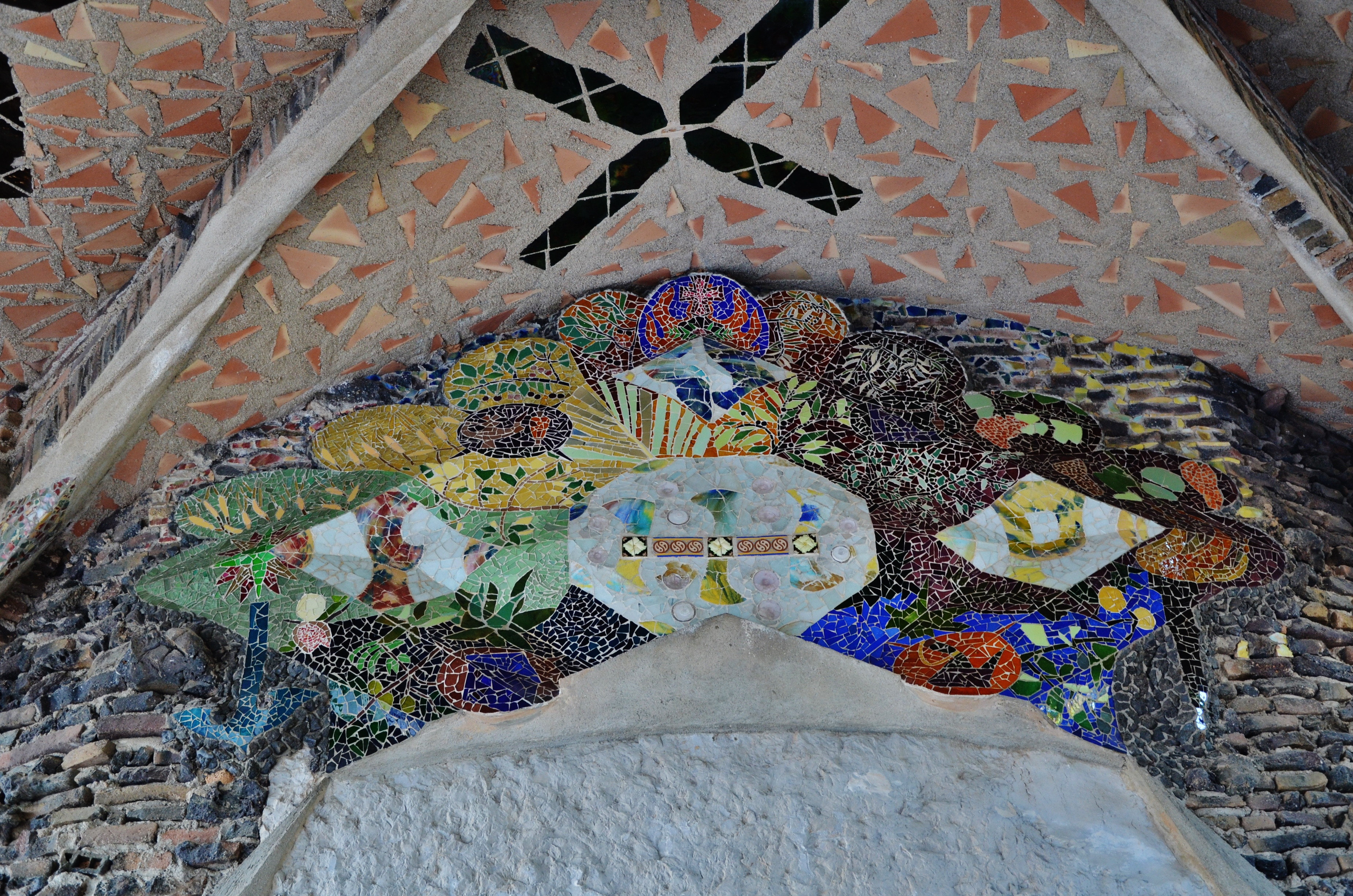
Mozaika nad vstupem.
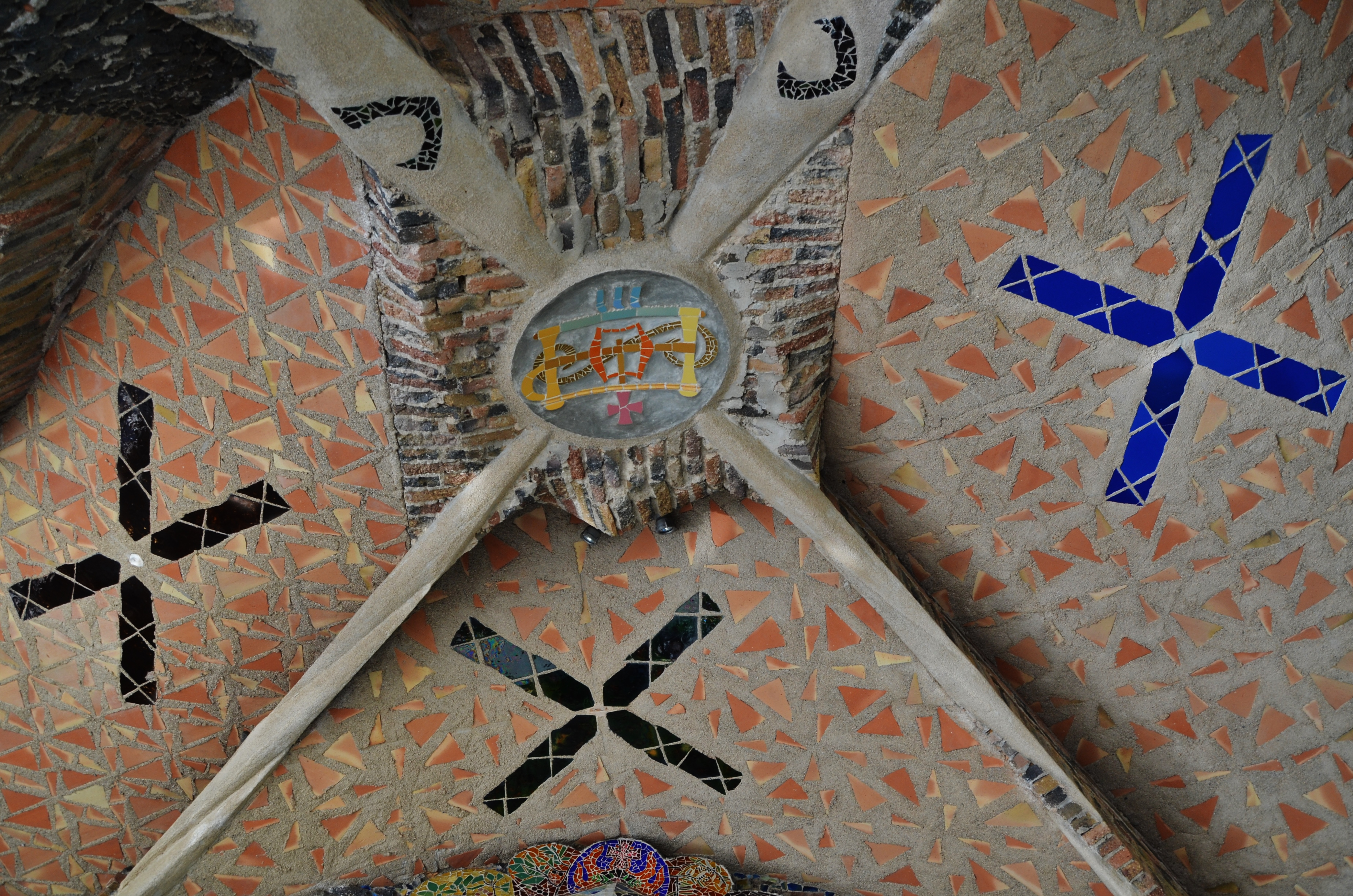
Klenák ve vrcholu klenby. Obraz pily odkazuje na svatého Josefa.
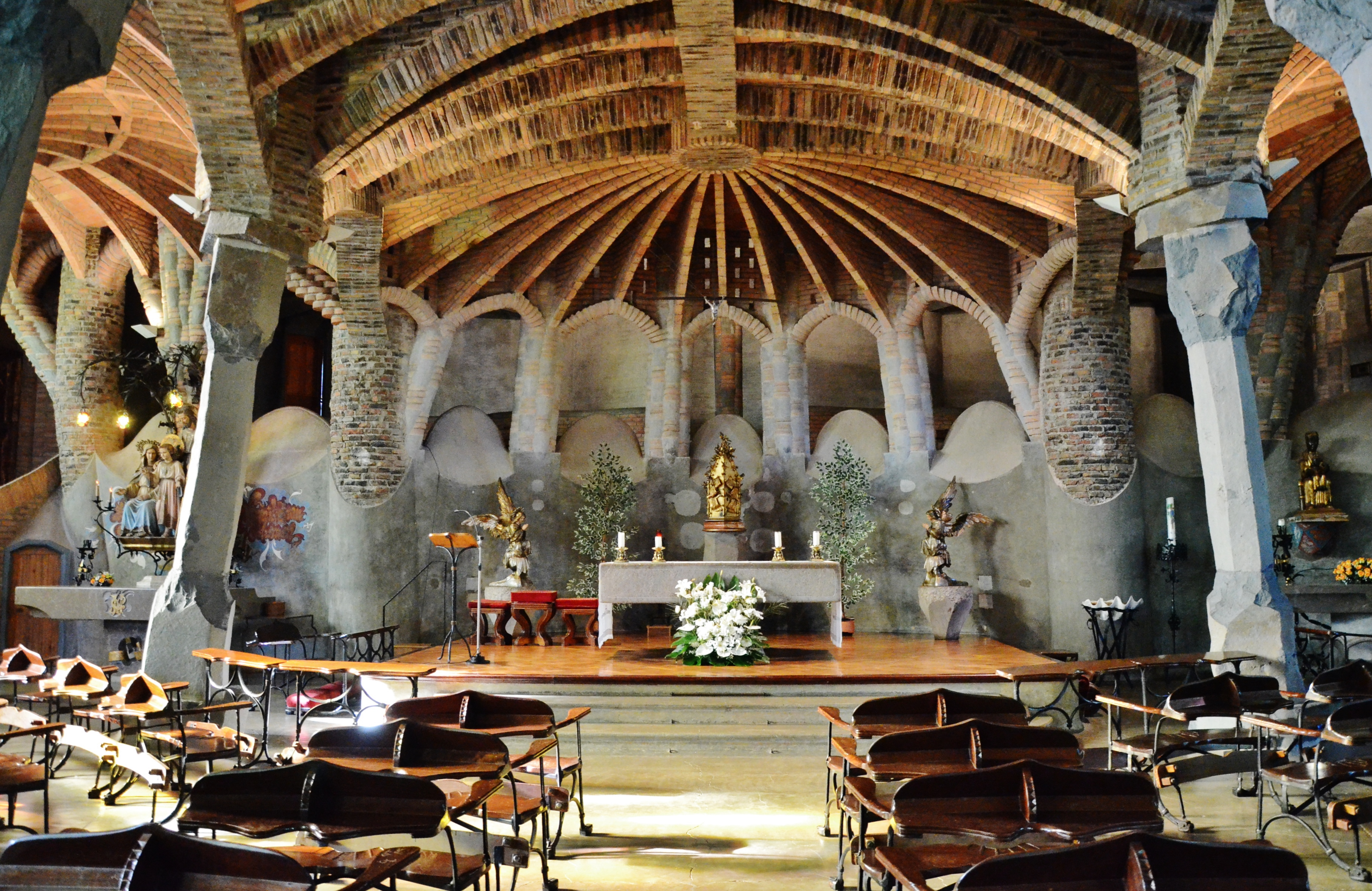
Interiér krypty
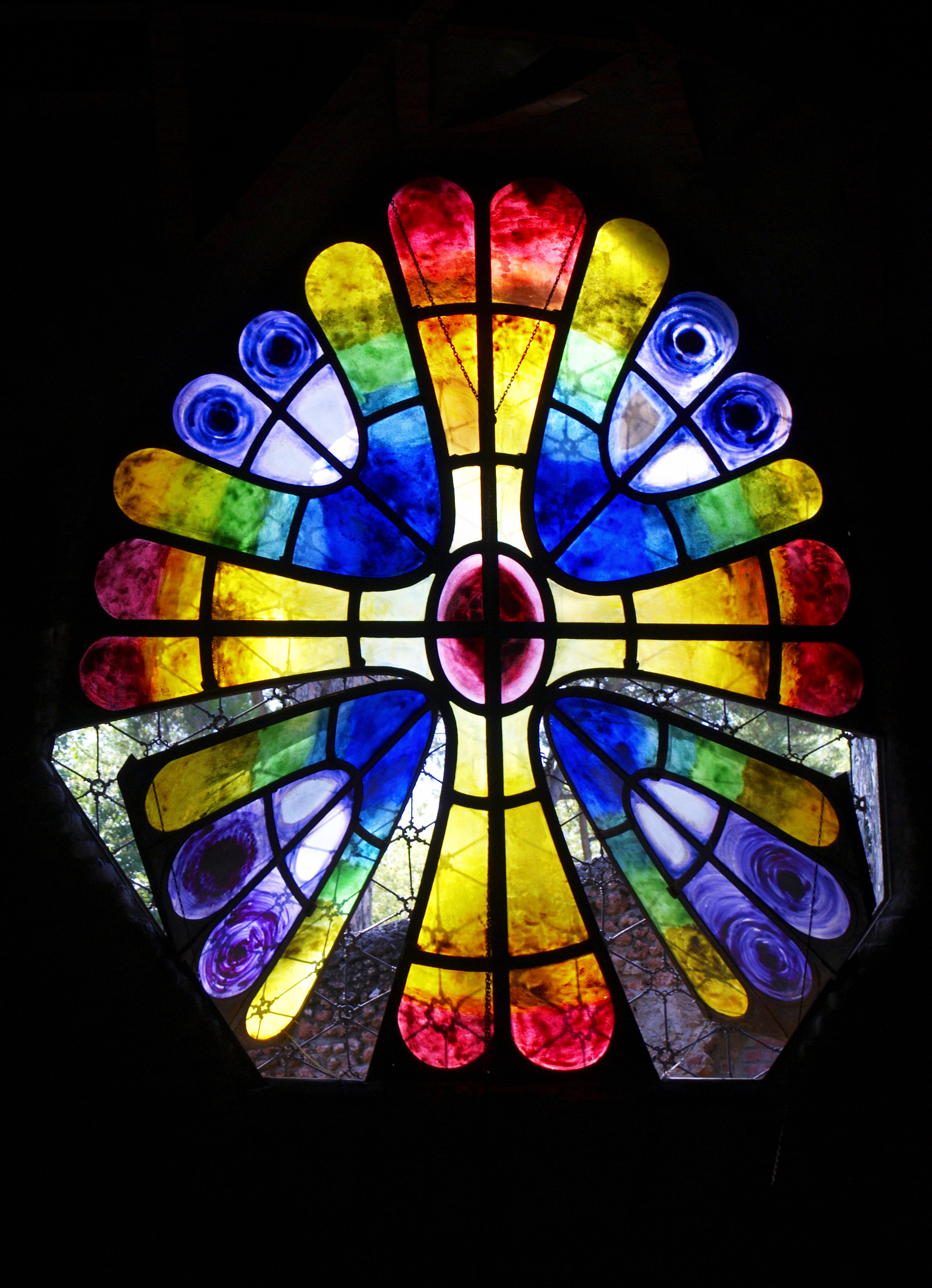
Barevná vitráž v jednom z oken.
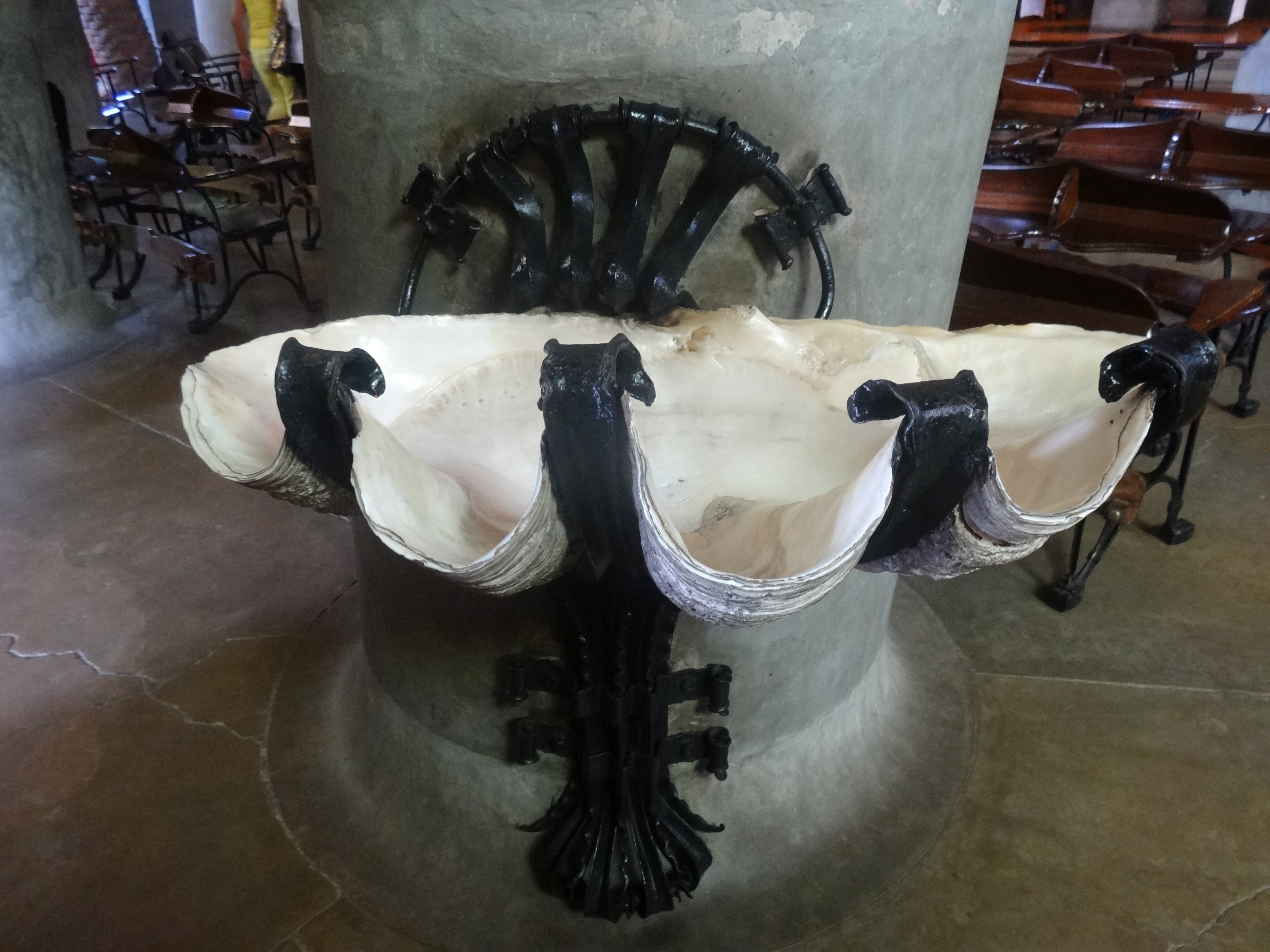
Kropenka vyrobená z lastury, pocházející z Filipín.